# Jules Duboscq

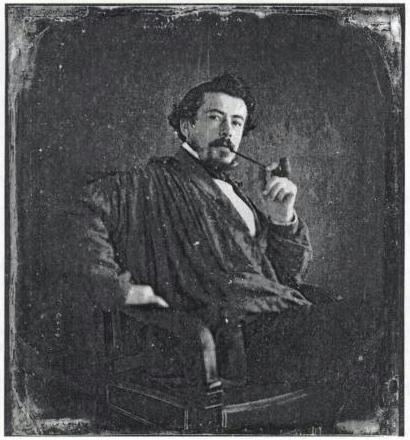
Jules Duboscq

Louis Jules Duboscq (* 1817; † 1886) war ein französischer Optiker in Paris.
Er lernte bei Jean-Baptiste Soleil (1778–1878) und verbesserte zahlreiche optische Instrumente. Er heiratete Soleils Tochter Rosalie Jean und übernahm später auch dessen Werkstatt. Für Léon Foucault baute er den Heliostat sowie dessen elektromagnetischen Regler. Er konstruierte auch eine Stereokamera.
Duboscq konstruierte eines der ersten in Serie produzierten Stereoskope und ließ es sich am 16. Februar 1852 patentieren. Anschließend ließ er unter Berufung auf sein Patent die Instrumente und Stereobilder seiner Pariser Konkurrenz beschlagnahmen, darunter die von Charles Soulier und die des Fotoateliers der Brüder Gaudin (Marc Antoine Augustin, Alexis und Charles Gaudin). Duboscqs Patent wurde jedoch am 10. Dezember 1857 für nichtig erklärt, nachdem in einem Gerichtsverfahren nachgewiesen wurde, dass bereits der schottische Physiker und Privatgelehrte David Brewster (1781–1868) sämtliche Varianten des optischen Instruments beschrieben hatte.

## Veröffentlichungen
- Règles pratiques de la photographie sur plaque, papier, albumine et collodion. Paris 1853.
- Sur les divers modèles de stéréoscopes.